# Benjamin Corenwinder
Benjamin Corenwinder (* 2. Juni 1820 in Dünkirchen; † 1884 in Lille) war ein französischer Chemiker und Fabrikant.
1847 war er Adjunkt der Chemie bei Frédéric Kuhlmann. Im folgenden Jahr wurde er Professor in Lille. Ab 1852 war er Rübenzuckerfabrikant und Direktor der agronomischen Versuchsanstalt in Lille, wo er auch Mitglied der Société des Sciences wurde. Interesse fand seine um 1858 durchgeführte Studie zur Wanderung der Phosphorsäure in Pflanzen.

## Veröffentlichungen
- Chimie. Sur la production directe des hydracides, à l'aide des corps poreux; 1852
- Recherches sur l'assimilation du carbone par les feuilles des végétaux; 1859
- Recherches chimiques sur la végétation 2e mémoire Expiration nocturne et diurne des feuilles; 1863
- Note sur la question des sucres; 1863
- Recherches chimiques sur la banane du Brésil; 1863
- La Mer des Sargasses, ou Raisin du tropique; 1866
- Études sur les fonctions des racines des végétaux, 1er mémoire; 1867
- Recherches chimiques sur les fruits oléagineux originaires des pays tropicaux. 2e mémoire. Analyse de la châtaigne du Brésil fruit du eBertholletia excelsae; 1870
- Études sur les fruits oléagineux des pays tropicaux suite. La noix de bancoul; 1875
- Mémoire sur la répartition des matières minérales contenues dans la racine de la betterave à sucre; 1875
- Nouvelle méthode pour analyser avec précision les potasses du commerce; 1879
- Recherches chimiques sur les racines alimentaires; 1880